# 客轮

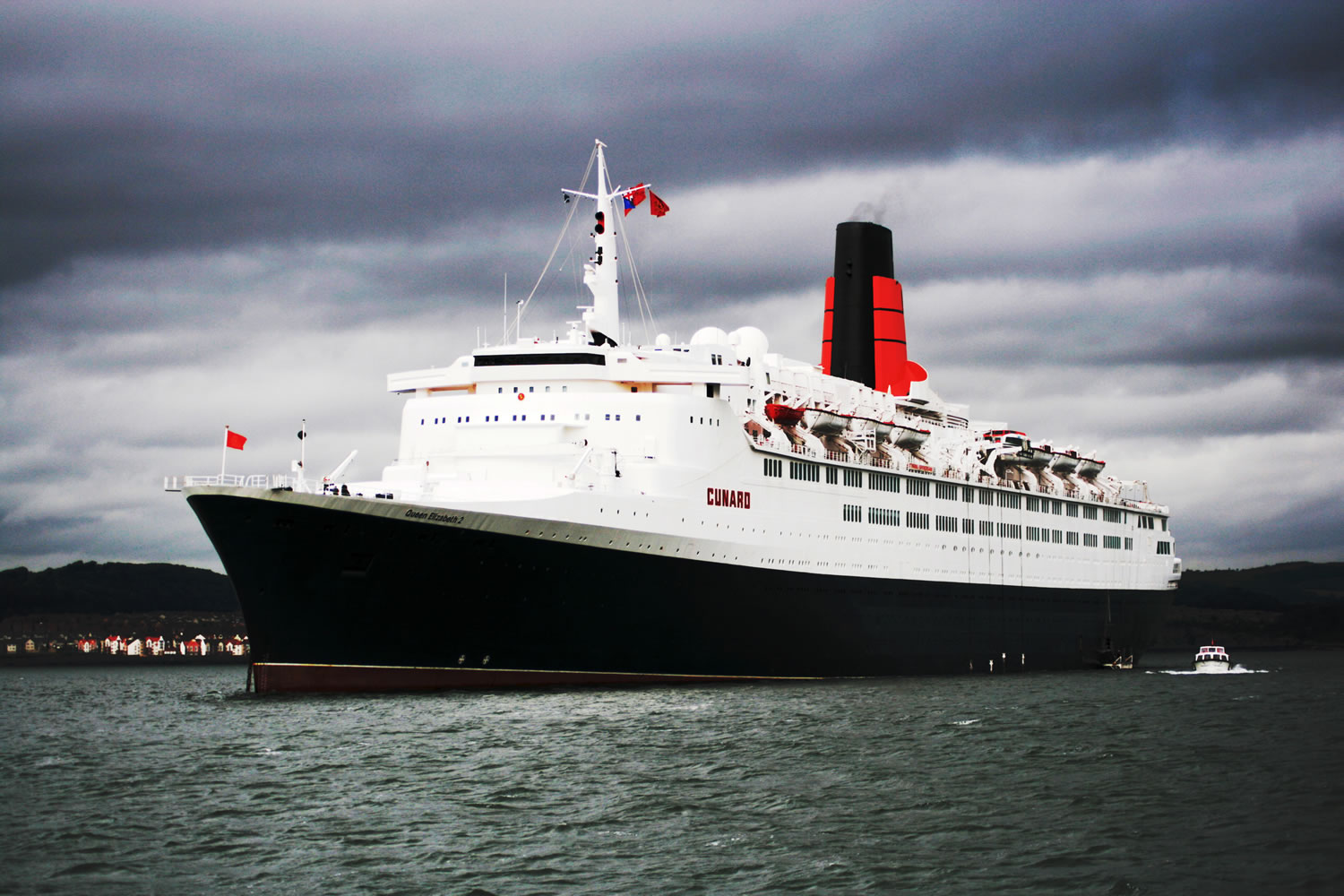
伊莉莎白女王二號遠洋客船

客轮（英語：Passenger Ship）是一種專門設計用來運送乘客的船舶，與以貨運為主的貨船不同。客船通常包括郵輪、渡輪、遠洋班輪和部分遊艇，它們在全球範圍內提供交通運輸與娛樂服務。；遠洋客船則是長途的航行；遊船通常沒有運輸功能，其主要的目的是娛樂，航程結束後通常會將遊客載往原出發點下船。

## 歷史
在現代交通工具普及之前，海上旅行是長途移動的主要方式。19世紀初，隨著蒸汽機技術的發展，遠洋輪船開始提供定期航行服務，如白星航運（White Star Line）和昆士納航運（Cunard Line）等公司所營運的遠洋班輪。這些船隻主要用於跨大西洋運輸旅客，並且為移民潮提供了重要的交通方式。
20世紀中葉，隨著民航業的崛起，遠洋班輪的市場逐漸萎縮，取而代之的是以休閒旅遊為主的郵輪產業，如嘉年華郵輪公司（Carnival Cruise Line）和皇家加勒比國際郵輪（Royal Caribbean International）等公司發展出的豪華郵輪服務。

## 分類
客船可依用途分為以下幾種：
- 遊輪（Cruise Ship）：以旅遊和娛樂為主要目的，如海洋光輝號。
- 渡輪（Ferry）：用於短程運輸旅客與車輛，如英吉利海峽渡輪。
- 遠洋班輪（Ocean Liner）：傳統的跨洋航行客船，如泰坦尼克號。

## 現代客船的特點
現代客船通常具備以下特點：
- 先進的導航與安全系統
- 高度自動化的運營與管理
- 提供娛樂設施，如游泳池、劇院、餐廳等
- 嚴格遵循國際海事組織（IMO）規範以確保安全